# 10 Neurotics
10 Neurotics é o décimo álbum de estúdio da banda de Rock / Dark cabaret Black Tape for a Blue Girl. Foi lançado em 22 de setembro de 2009 pela Projekt Records, nos Estados Unidos, e em 25 de setembro de 2009 pela Trisol Records, na Alemanha.
Sam Rosenthal é acompanhado por uma banda toda renovada: Brian Viglione (The Dresden Dolls & The World/Inferno Friendship Society), mais os vocalistas Athan Maroulis (Spahn Ranch), Laurie Reade (Attrition) e Nicki Jaine. Participação especial de Lucas Lanthier (Cinema Strange/The Deadfly Ensemble) em "Curious, Yet Afraid". Participação especial de Elysabeth Grant (vocais em "I Strike You Down"), Michael Laird (percussão em "Caught by a Stranger"), Lisa Feuer (flauta em "Tell Me You've Taken Another") & Gregor Kitzis (violino em "Rotten Zurique Cafe")
| Críticas profissionais                                                      | Críticas profissionais |
| Avaliações da crítica                                                       | Avaliações da crítica  |
| Fonte                                                                       | Avaliação              |
| --------------------------------------------------------------------------- | ---------------------- |
| Allmusic                                                                    | [ 1 ]                  |
| Esta tabela precisa de ser acompanhada por texto em prosa. Consulte o guia. |                        |

## Faixas
1. Sailor Boy
2. Inch Worm
3. Tell Me You’ve Taken Another
4. The Perfect Pervert
5. Marmalade Cat
6. Love Song
7. Rotten Zurich Cafe
8. Militärhymne
9. In Dystopia
10. The Pleasure in the Pain
11. I Strike You Down
12. Caught by a Stranger
13. Curious, Yet Ashamed
14. Love of the Father[2]